# 1103 (numero)
Millecentotré (1103) è il numero naturale dopo il 1102 e prima del 1104.

## Proprietà matematiche
- È un numero dispari.
- È un numero primo.
  - È un numero primo di Sophie Germain.
- È un numero omirp.
- È un numero difettivo.
- È un numero congruente.
- È un numero di Ulam.
- È un numero intero privo di quadrati.
- È un numero odioso.
- È parte della terna pitagorica (1103, 608304, 608305).

## Astronomia
- 1103 Sequoia è un asteroide della fascia principale del sistema solare.
- NGC 1103 è una galassia nella costellazione dell'Eridano.

## Astronautica
- Cosmos 1103 è un satellite artificiale russo.